# Виктор Плотников
Виктор Андрејевич Плотников (Астрахан, 26. октобра 1898 — Москва, 21. март 1958) био је совјетски дипломата.

## Биографија
Члан РКП(б) од 1918 године.
- 1917—1918 — студент Московског комерцијалног института (није завршио).
- 1918—1921 — члан Агитациони одред „Заштита права радних козака, сељака и радника“,.
- 1921—1922 — учествовао у поларној геолошкој експедицији на полуострво Јамал.
- 1921—1923 — представник Сибирског револуционарног комитета.

По повратку из експедиције Плотников је наставио школовање на Економском факултету Пољопривредне академије „Тимирјазев“. Касније је радио на организацији кредитних задруга у Москви, на Каспијском и Аралском језеру и у Туркменији. Потом је добио премештај у московско одељење Радничко-сељачке инспекције. Након тога је био премештен у Народни комесаријат спољне трговине СССР-а, где је вршио дужност руководиоца представништва у Персији, а затим у Синјангу.
Крајем 1936. Плотников се вратио у Москву, но већ 1937. Плотников је био премештен у Народни комесаријат иностраних дела и као први секретар опуномоћеног представништва СССР-а био упућен у Будимпешту где је стао на чело представништва.
- 1937—1939 — први секретар опуномоћеног представништва СССР-а у Мађарској.
- 1939 — саветник опуномоћеног представништва СССР-а у Финској.
- 1939—15. јун 1940 — Опуномоћени представник СССР-а у Норвешкој.
- 26. јун 1940—8. мај 1941 — Опуномоћени представник СССР-а у Краљевини Југославији.